# Eudócia Paleóloga
Eudócia Paleóloga (em grego: Ευδοκία Παλαιολογίνα) era a terceira filha do imperador bizantino Miguel VIII Paleólogo com sua esposa Teodora Ducena Vatatzina, uma sobrinha-neta de João III Ducas Vatatzes do Império de Niceia.

## Vida
Em 1282, Eudócia casou-se em Constantinopla com João II Megacomneno, imperador de Trebizonda, com quem teve dois filhos, Aleixo e Miguel. Em 1298, depois da morte do marido da ascensão do filho Aleixo ao trono, retornou para a corte de seu irmão em Constantinopla levando Miguel consigo.
Andrônico II Paleólogo recebeu a irmã planejando utilizá-la para selar um acordo diplomático com Estêvão Milutino, rei da Sérvia: a mão de Eudócia em troca de paz. Estêvão era favorável ao acordo, pois sua esposa havia acabado de morrer. "Mas nada que Andrônico pudesse fazer conseguiria influenciar a irmã dele a uma vida com um asqueroso bárbaro na Sérvia selvagem", escreveu Donald M. Nicol. Estêvão foi obrigado a se contentar com Simonida, uma filha de Andrônico com sua segunda esposa, Irene de Monferrato.
Enquanto isso, Aleixo II decidiu casar-se com Djiadjak Jaqeli, uma princesa georgiana. Seu tio, o imperador Andrônico II, que havia sido nomeado seu guardião por João II Megacomneno, queria que o casamento fosse anulado, pois planejava casar Aleixo com a filha de Nicéforo Cumno, um alto oficial da corte bizantina. Eudócia se aproveitou do pretexto de convencer o filho a dissolver o casamento para conseguir permissão de voltar para Trebizonda em 1301. Ao chegar, porém, ela aconselhou o filho do contrário. Eudócia morreu no ano seguinte e William Miller especula que ela teria sido enterrada na Igreja de São Gregório de Níssa.
Anthony Bryer propôs que uma Eudócia, que se tornara freira com o nome monástico de "Eufêmia", mencionada numa inscrição relatada por Fallmerayer da Igreja Panágia Teoscepasto, pode ter sido Eudócia Paleóloga. Ainda não se provou satisfatoriamente, porém, que esta Eudócia teria sido da casa dos Megacomnenos e Bryer oeferece várias objeções a qualquer identificação entre as duas. Ele lembra que há "uma forte tradição independente do século XIX" de que Eudócia teria fundado a Igreja de São Gregório de Níssa antes de morrer. Finalmente, ele lembra que "não seria surpreendente se ela tivesse desejado colocar não apenas distância mas também um veu de freira entre ela e os calculistas e alarmantes planos maritais do irmão (que incluíam alianças com mongóis e turcos usando outras mulheres da família) antes de morrer em 1302".